# Claire Azzopardi
Claire Azzopardi (* 29. September 1999 in Pietà) ist eine maltesische Leichtathletin, die im Weit- und Dreisprung sowie im Sprint an den Start geht.

## Sportliche Laufbahn
Erste internationale Erfahrungen sammelte Claire Azzopardi im Jahr 2019, als sie bei den U23-Mittelmeer-Hallenmeisterschaften in Miramas im Dreisprung mit 11,86 m den sechsten Platz belegte. Anschließend gewann sie bei den Spielen der kleinen Staaten von Europa (GSSE) in Bar mit einer Weite von 12,30 m die Silbermedaille hinter der Montenegrinerin Ljiljana Matović und belegte im Weitsprung mit 5,95 m den vierten Platz. Daraufhin schied sie bei den U23-Europameisterschaften im schwedischen Gävle mit 5,73 m und 12,23 m in beiden Bewerben in der Qualifikation aus und stellte dann Ende Juli in Marsa mit 12,97 m einen neuen Landesrekord im Dreisprung auf. 2021 startete sie im Weitsprung bei den Halleneuropameisterschaften in Toruń und verpasste dort mit 5,51 m den Finaleinzug. Im Juli brachte sie in der Vorrunde im Weitsprung keinen gültigen Versuch zustande und schied auch im Dreisprung mit 12,31 m in der Qualifikationsrunde aus. Im Jahr darauf startete sie dank einer Wildcard bei den Weltmeisterschaften in Eugene und verpasste dort mit 5,79 m den Finaleinzug im Weitsprung. Anschließend schied sie bei den Commonwealth Games in Birmingham mit 5,76 m ebenfalls in der Vorrunde aus und erreichte auch mit der maltesischen 4-mal-100-Meter-Staffel mit 45,59 s nicht das Finale. Daraufhin schied sie bei den Europameisterschaften in München mit 5,60 m in der Qualifikationsrunde aus. 
2023 siegte sie bei den GSSE in Marsa mit 6,15 m und 12,95 m im Weit- und Dreisprung und sicherte sich auch mit der 4-mal-100-Meter-Staffel in 45,39 s die Goldmedaille. Anschließend wurde sie bei der 3. Liga der Team-Europameisterschaft im Rahmen der Europaspiele in Chorzów mit 5,77 m Fünfte im Weitsprung und gelangte mit der Staffel mit 45,87 s auf Rang vier. Im Jahr darauf schied sie bei den Balkan-Meisterschaften in Izmir mit 12,01 s in der Vorrunde im 100-Meter-Lauf aus. 
In den Jahren 2019 und 2022 wurde Azzopardi maltesische Meisterin im Weitsprung sowie 2020 in der 4-mal-100-Meter-Staffel.

## Persönliche Bestleistungen
- 100 Meter: 11,66 s (+1,5 m/s), 4. Mai 2024 in Marsa
  - 60 Meter (Halle): 7. Januar 2024 in Ancona
- Weitsprung: 6,21 m (−1,6 m/s), 11. Juni 2022 in Marsa
- Dreisprung: 12,97 m (+1,6 m/s), 31. Juli 2019 in Marsa